# Marquesado de Cuéllar
El marquesado de Cuéllar es un  título nobiliario español de carácter hereditario que fue concedido por Carlos I de España en 1530 a Francisco Fernández de la Cueva y Girón, hijo primogénito de Beltrán de la Cueva y Toledo, duque de Alburquerque, y con el título ya aparece sirviendo al citado emperador en las jornadas de África y Túnez.
Desde el año de 1530 será el título que ostentarán los herederos del ducado de Alburquerque en vida de sus padres, y en 1562 el rey Felipe II de España reconoció el marquesado como título del reino.
Hace referencia a la villa de Cuéllar, en la actual provincia de Segovia, y abarca todos los municipios pertenecientes a la Comunidad de Villa y Tierra de Cuéllar.

## Señores de Cuéllar
En 1464, el rey Enrique IV de Castilla concede el señorío de la villa de Cuéllar a su valido Beltrán de la Cueva, tras la renuncia de este al título de Gran Maestre de la Orden de Santiago.
Beltrán de la Cueva toma posesión de la villa el día 24 de diciembre de 1464. Comienza entonces una etapa de señorío particular para la Villa, que siempre había pertenecido a la Corona. Desde este momento y hasta las Cortes de Cádiz que abolieron los señoríos jurisdiccionales, la Villa permanecerá en manos de esta familia.

## Marqueses de Cuéllar
|                    | Titular                                                 | Periodo            |
| Señores de Cuéllar | Señores de Cuéllar                                      | Señores de Cuéllar |
| ------------------ | ------------------------------------------------------- | ------------------ |
| i                  | Francisco Fernández de la Cueva y Girón                 |                    |
| ii                 | Gabriel III de la Cueva y Girón                         |                    |
| iii                | Beltrán III de la Cueva y Castilla                      |                    |
| iv                 | Francisco Fernández de la Cueva y Fernández de la Cueva |                    |
| v                  | Beltrán Cristóbal de la Cueva y Padilla                 |                    |
| vi                 | Francisco Fernández de la Cueva y Enríquez de Cabrera   |                    |
| vii                | Melchor Fernández de la Cueva y Enríquez de Cabrera     |                    |
| viii               | Francisco Fernández de la Cueva y de la Cueva           |                    |
| ix                 | Francisco Fernández de la Cueva y de la Cerda           |                    |
| x                  | Francisco Fernández de la Cueva y Silva                 |                    |
| xi                 | Pedro Miguel de la Cueva y Guzmán                       |                    |
| xii                | Miguel de la Cueva y Enríquez de Navarra                |                    |
| xiii               | José Miguel de la Cueva y de la Cerda                   |                    |
| xiv                | Nicolás Osorio y Zayas                                  |                    |
| xv                 | José Osorio y Silva                                     |                    |
| xvi                | Miguel Osorio y Martos                                  |                    |
| xvii               | Beltrán Alfonso Osorio y Díez de Rivera                 |                    |
| xviii              | Juan Miguel Osorio y Bertrán de Lis                     | actual titular     |